# Хакимов, Ариф
Ариф Хакимов (узб. Orif Hakimov; 4 января 1912, с. Янгикурган, Наманганский уезд, Ферганская область, Российская империя — 29 апреля 1982) — советский узбекский государственный и партийный деятель. Первый секретарь Сурхандарьинского обкома КП(б) / КП Узбекистана (1952—1961).

## Биография
Родился 4 января 1912 в селе Янгикурган (ныне — районный центр Янгикурганского района Наманганской области Узбекистана).

### Образование
Окончил ферганский педагогический техникум.
В 1940 окончил Ферганский педагогический институт.
В 1944 окончил Высшую партийную школу при ЦК ВКП(б). 
В 1967 в Таджикском государственнои университете имени В. И. Ленина защитил диссертацию на соискание учёной степени кандидата экономических наук. Тема диссертации: «Экономика производства тонковолокнистого хлопка: на материалах Сурхандарьинской области Узбекской ССР». Сорт тонковолокнистого хлопка «Сурхан» стал распространяться повсеместно. С этого сорта стали получать по 40 центнеров урожая с каждого гектара.

### Трудовая деятельность
Работал в редакциях районных газет. 
- 1940—1950 гг. — секретарь Ферганского обкома КП (б) Узбекистана по кадрам, секретарь Андижанского обкома КП (б) Узбекистана, первый секретарь Балыкчинского, Шахриханского, Кургантепинского райкомов КП (б) Узбекистана,
- 1950—1952 гг. — секретарь Каракалпакского обкома КП Узбекистана,
- 1952—1961 гг. — первый секретарь Сурхандарьинского обкома КП Узбекистана,
- 1956—1958 гг. — председатель Верховного Совета Узбекской ССР,
- 1961—1970 гг. — заместитель министра сельского хозяйства Узбекской ССР,
- 1971—1975 гг. — председатель Госкомитета лесного хозяйства Совета Министров Узбекской ССР.

Депутат Верховного Совета СССР 5 созыва.

## Награды и звания
Награждён орденами Ленина, четырьмя Орденами Трудового Красного Знамени, орденом Знак Почета.